# 沈兹九

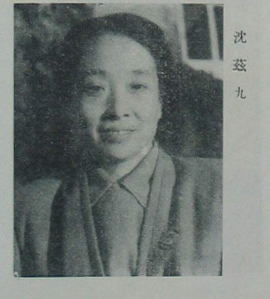

沈兹九（1898年—1989年12月26日），女，浙江德清人，中华民国及中华人民共和国妇女活动家、报业家。

## 生平
沈兹九于1919年毕业于浙江女子师范学校。此后前往日本留学，就读于东京女子高等师范学校美术专科。回国后任教于杭州高中艺术科。1929年前往上海，任教于松江女中、暨南大学、复旦大学等校。1932年进入上海中山文化教育馆上海分馆任日文翻译。1934年在《申报》副刊上创办《妇女园地》。《申报》总经理史量才遭暗杀后《妇女园地》停刊。1935年创办《妇女生活》。同年参与发起上海妇女界救国联合会并任总务部副主任，《妇女生活》便成为该会的会刊。后又先后出任上海文化界救国会、全国各界救国联合会执委。
抗日战争期间前往武汉、重庆继续出版《妇女生活》，并加入全国新生活运动指导委员会。1939年在邓颖超、钱俊瑞介绍下加入中国共产党。1941年周恩来派她前往新加坡协助胡愈之工作。此后两人结为夫妇。抗战结束后，于1946年加入中国民主同盟。同时与胡愈之一同创办新南洋出版社，并任《南侨日报》任副刊编辑、《新妇女》月刊主编。
中华人民共和国成立后，担任全国妇联常委、宣传教育部部长，《中国妇女》杂志社社长兼总编辑等职。同时她还是全国人大代表、全国政协委员、民盟中央常委。1989年逝世。

## 家庭
- 弟：沈西苓
- 丈夫：胡愈之